# 莫纽罗德
莫纽罗德，是匈牙利巴兰尼亚州所辖的一个村。总面积7.12平方公里，总人口189，人口密度26.5人/平方公里（2011年1月1日）。